# 演藝界512關愛行動
演藝界512關愛行動（英文：Artistes 512 Fund Raising Campaign）為香港演藝界發起，香港演艺人协会筹办，並聯合所有香港電子媒體，為汶川大地震作出籌款及長期支援的行動。籌得款項將撥捐联合国儿童基金会、乐施会、救世军、红十字会、世界宣明会及福幼基金會共六個慈善組織。

## 籌辦單位
| 籌委會成員 - 香港電影商協會 - 香港電影工作者總會 - 香港演藝人協會 - 香港電影導演會 - 香港電影編劇家協會 - 香港專業電影攝影師學會 - 香港電影美術學會 - 香港電影製作行政人員協會 - 香港電影燈光協會 - 香港特技動作演員公會 - 香港電影剪輯協會 - 國際唱片業協會 - 香港作曲家及作詞家協會 - 香港戲院商會 - 八和會館 - 華南電影工作者聯合會 - 香港電視專業人員協會 - 港澳電影戲劇總會 - 香港影業協會 - 香港電影製作發行協會 | 召集人 - 譚詠麟、劉德華 籌組委員會 （香港） - 譚詠麟 - 成龍 - 岑建勳 - 陳嘉上 - 劉德華 - 曾志偉 - 陳奕迅 （中國大陸） - 張靚穎 - 馮小剛 - 張國立 - 孫楠 - 周迅 - 陳道明 - 黃建新 （台灣） - 張小燕 - 王偉忠 - 張艾嘉 - 周杰倫 |

學校
劉德學校學生
鐘聲學校學生
黄石崇傑紀念中心學生

## 活動資料
- 動員兩岸三地歌手合唱，錄製賑災歌曲《承諾》，由黃家強及劉德華重新填詞，陳奕迅監製，黃家強及梁邦彦編曲，原曲為Beyond樂隊主音黃家駒作曲的《海闊天空》。

- 安排演藝界人士於5月底到四川災區進行探訪，2008年5月29日首批演藝人包括劉德華、馮小剛、鄭秀文、蔣雯麗、張國立、容祖兒、張涵予及無綫電視及亞洲電視藝人代表等走訪四川都江堰市，探望當地災區前線軍人及工作人員。

- 2008年5月22日：演藝界512關愛行動於圓方舉行新聞發布會，公布活動詳情。[1]

- 2008年5月25日：於香港多個商場舉行主題為「與眾同諾」的籌款活動。[2]

- 2008年6月1日：演藝界512關愛行動大匯演[3]

- 承諾將於往後7年，每年的5月12日為汶川大地震舉行賑災義演，籌募款項以長期支援重建工作。[4]

## 「與眾同諾」及一「諾」千金籌款活動
512關愛行動於5月25日於新鴻基、九龍倉和信和轄下共9個商場舉辦「與眾同諾」賑災義賣，各演藝界人士聯同媒體工作人員分組到各商場與市民一同參與活動。參與者除可購買義賣物品，亦可將支持及鼓勵災民的說話寫於大會提供之心意卡或「諾」字巨型心意板上，待災情緩和，收集之心意卡將送到災區。

## 演藝界512關愛行動大匯演
為一8小時馬拉松式匯演，於2008年6月1日下午2時半假香港西九龍中天地舉行，由曾志偉、鄭裕玲、陳啟泰、陳百祥、吳小莉、張國立、張艾嘉擔任司儀。除香港的演藝界人士，亦邀請兩岸三地不同的演藝單位到場演出，參加演出人數逾500人，並由各香港傳媒包括無綫電視、亞洲電視、香港電台、商業電台、新城電台等進行直播，為香港有史以來最大規模的慈善匯演。
演藝界512關愛行動大匯演於下午2時28分，即地震發生時間舉行。演出開始前，演藝界人士與數千名觀眾先為汶川大地震中的死難者默哀，並於手上綁著代表掛念和祝福的黃絲帶，以表達對災區人民的關懷與祝福。周星馳、政務司司長唐英年等人親自到場作出呼籲。
節目開始之後，首先由一眾演藝界人士合唱歌曲《承諾》，再由成龍與內地的孫楠及台灣的李宗盛，合唱《真心英雄》，表達兩岸三地的藝人齊為四川賑災的決心。
節目中除了由不同藝人講述災情外，也分享了一些勵志故事，而藝人演唱的歌曲亦以勵志為主。很多鮮有同台演出的夫妻檔亦同台作出呼籲，如張智霖與袁詠儀、劉青雲與郭藹明、任達華及琦琦、張晉與蔡少芬夫婦等。很少公開露面的白雪仙及周星馳，亦已預先錄片段作呼籲。而香港歌神張學友及台灣天后張惠妹同台合唱。另外，周杰倫、林志玲等台灣藝人亦來港參與賑災。而許冠傑先前亦特別將其作品《浪子心聲》重新填詞，另創新曲《愛心暖流》。
最後，一眾演藝界人士合唱《承諾》，作為「512關愛行動」義演的尾聲。
演藝界人士除擔任演出嘉賓外，亦協助接聽捐款熱線。節目結束時，捐款數字有約3400萬港元。
2009年5月12日，香港神學院、演藝人協會及無綫因應公眾人士要求，開辦延續活動《TVB512再展關懷》，並於一週後發表答謝聲明。

### 大匯演藝人及組織名單
（排名不分先後）
| - + Band - at17 - 183Club - Audiotraffic - Ben - Bob - Freeze - HotCha - I Love You Boyz - Kellyjackie - Leo - Maria Cordero - Mini - Rachel - S.H.E - Shine - Soler - Square - Sun Boy'z - Twins - VEGA - 八和會館 - 七朵花 - 飞轮海 - 大 AL - 尹子維 - 尹 光 - 廿四味 - 文恩澄 - 方力申 - 方大同 - 方伊琪 - 方皓玟 - 方中信 - 毛俊輝 - 毛舜筠 - 王君馨 - 王若卉 - 王偉忠 - 王敏德 - 王菀之 - 王凱駿 - 王心凌 - 王力宏 - 王 傑 - 王 喜 - 古天農 - 古巨基 - 可 嵐 - 石 修 - 任達華 - 任賢齊 | - 伍思凱 - 伍詠薇 - 伍卫国 - 光 良 - 向海嵐 - 安以軒 - 成 龍 - 朱 茵 - 朱真真 - 朱偉鈞 - 朱凱婷 - 朱翠娟 - 朱 勳 - 朱韻詩 - 阮民安 - 羽 泉 - 何卓瑩 - 何彥樺 - 何傲兒 - 何超儀 - 何韻詩 - 宜發 - 慕蓮 - 翠芝 - 吳小莉 - 吳克群 - 吳君如 - 吳 彤 - 吳杏美 - 吳 芳 - 吳卓羲 - 吳亭欣 - 吳夏萍 - 吳浣儀 - 吳浩康 - 吳嘉星 - 吳麗珠 - 吳香倫 - 巫啟賢 - 杜宇航 - 杜挺豪 - 杜德伟 - 杜 悦 - 谷德昭 - 沈穎婷 - 呂 珊 - 呂晶晶 | - 李可瑩 - 李克勤 - 李志剛 - 李卓庭 - 李威樂 - 李彩樺 - 李嘉欣 - 李慧珍 - 李龍怡 - 李 蘊 - 李麗珊 - 李君筑 - 周子濠 - 周吉佩 - 周 迅 - 周倫 - 周俊偉 - 周柏豪 - 周慧敏 - 周润发 - 官恩娜 - 尚雯婕 - 房祖名 - 泳 兒 - 苗僑偉 - 林一峰 - 林子萱 - 林志美 - 林志玲 - 林 沖 - 林建明 - 林柏希 - 林 偉 - 林惠欣 - 林雋健 - 林嘉欣 - 林憶蓮 - 林曉峰 - 侯嘉明 - 姚子羚 - 大衛 - 皓文 - 威 利 - 洪卓立 - 珈 穎 | - 胡杏兒 - 胡美儀 - 胡 軍 - 胡 琳 - 胡 楓 - 韋啟良 - 香港武術總會 - 香港話劇團 - 香港演藝人協會 - 柳影紅 - 孫 辰 - 孫 楠 - 容祖兒 - 徐浩邦 - 徐偉賢 - 徐熙娣 - 徐熙媛 - 恭碩良 - 泰 山 - 秦啟維 - 翁 虹 - 莫旭秋 - 莫文蔚 - 華 娃 - 袁文傑 - 袁彩雲 - 袁詠儀 - 袁潔瑩 - 郭力行 - 郭富城 - 陳文靜 - 陳百祥 - 陳芷菁 - 陳貝兒 - 陳法蓉 - 陳奕迅 - 陳彥行 - 陳柏宇 - 陳茵媺 - 陳浩德 - 陳偉霆 - 陳啟泰 - 陳敏之 - 陳敏兒 - 陳皓恩 - 陳楚生 - 陳道明 | - 陳嘉上 - 陳 鳳 - 陳慧珊 - 陳慧琳 - 陳慧儀 - 陳慧嫻 - 陳曉東 - 陳小春 - 馬浚偉 - 馬國明 - 馬 麗 - 高鈞賢 - 高 遠 - 陸浩明 - 倫永亮 - 側 田 - 區永權 - 區俊濤 - 區瑞強 - 庾澄慶 - 張小燕 - 張文慈 - 張艾嘉 - 張同祖 - 張苡澂 - 張信哲 - 張 晉 - 張國立 - 張惠妹 - 張敬軒 - 張智霖 - 張達明 - 張嘉瑩 - 張嘉麟 - 張衛健 - 張靚穎 - 張學友 - 張韶涵 - 張繼聰 - 張含韵 - 戚美珍 - 戚黛黛 - 扈佳榮 - 曹敏莉 - 許志安 - 許冠傑 | - 許茹芸 - 許懷恩 - 麥家琪 - 麥浚龍 - 麥景婷 - 麥雅緻 - 梁俊軒 - 梁家輝 - 梁敏儀 - 梁朝偉 - 梁洛施 - 梁詠琪 - 梁漢文 - 梁德輝 - 單紫寧 - 彭紀諺 - 彭敬慈 - 彭 羚 - 曾志偉 - 曾航生 - 曾 敏 - 棒棒堂 - 湯 怡 - 琦 琦 - 程思俊 - 程振鵬 - 程潔瑩 - 舒 淇 - 馮小剛 - 馮家俊 - 馮德倫 - 黃子華 - 黃天頤 - 黃伊汶 - 黃 奕 - 黃倩婷 - 黃家強 - 黃嘉威 - 黃嘉謙 - 黃秋生 - 黃慧敏 - 黃璦瑤 - 黃耀明 - 黃晓明 - 黑澀會美眉 - 葉文輝 - 葉世榮 | - 葉尚華 - 楊千嬅 - 楊天經 - 楊 坤 - 溫碧霞 - 溫兆倫 - 甄思羽 - 蒲 進 - 農 夫 - 賈思樂 - 賈曉晨 - 路 芙 - 廖安麗 - 廖啟智 - 廖碧兒 - 瑪 姬 - 翟孝偉 - 蔡少芬 - 蔡 立 - 蔡卓妍 - 蔡國威 - 蔡 琴 - 蔡誌恩 - 趙雅芝 - 鄧英敏 - 鄧 超 - 鄧麗欣 - 鄭少秋 - 鄭希怡 - 鄭秀文 - 鄭欣宜 - 鄭啟泰 - 鄭裕玲 - 鄭嘉穎 - 鄭伊健 - 鄭 融 - 樊奕敏 - 歐陽德勛 - 潘嘉麗 - 黎 明 - 黎燕珊 - 劉 丹 - 劉 欢 - 劉青雲 - 劉若英 - 劉浩龍 | - 劉雅麗 - 劉嘉玲 - 劉德華 - 劉錫賢 - 薛家燕 - 薛凱琪 - 靜 婷 - 鮑起靜 - 盧冠廷 - 盧海鵬 - 盧敏儀 - 應昌佑 - 戴夢夢 - 戴澴雨 - 謝天華 - 謝文雅 - 謝安琪 - 謝婷婷 - 謝霆鋒 - 鍾健威 - 鍾舒漫 - 江若琳 - 鍾鎮濤 - 藍奕邦 - 藝進同學會 - 蘇永康 - 蘇 芮 - 蘇 珊 - 譚俊彥 - 譚凱琪 - 譚詠麟 - 譚耀文 - 關心妍 - 關淑怡 - 關智斌 - 關楚耀 - 羅仲謙 - 羅君左 - 羅浩階 - 羅 蘭 - 顧紀筠 - 龔慈恩 - 鄺文珣 |

### 廣播媒體
| 電視 - 無綫電視 - TVB8頻道 - 無綫電視 - 亞洲電視 - 有線電視 - Channel V - 華娛電視 - 點心衛視 - now寬頻電視 - 東風衛視亞洲頻道 - TVBS - 紐西蘭中華電視網 - Astro - StarHub Cable Vision Ltd. - Gek Broadband TV (USA) - 香港寬頻bbTV 電台 - 新城電台 - 香港電台 - 商業電台 - 广东人民广播电台音乐之声 - 广州人民广播电台金曲1027 - 中央人民广播电台音乐之声 - 珠江经济广播电台 - 番禺电台 - 北京音乐台 視像媒體 - 搜狐娛樂 - 新浪網 - 電訊盈科eye多媒睇服務 - now.com.hk - 電訊盈科流動通訊 | 電視 - 無綫電視高清翡翠台 - 广东电视台衛星頻道 - 广东电视台珠江頻道 - 南方電視台综艺頻道 - 南方電視台衛星頻道 - 广州电视台综合频道 - 四川電視台衛星頻道 - 浙江电视台 - 山东電視台 - 湖南电视台衛星頻道 - 湖北电视台 - 北京电视台 - 上海东方卫视 - 天津電視台衛星頻道 - 安徽電視台 - 江西卫视 - 福建东南卫视 - 广西卫视 - 河南电视台 - 云南电视台 - 辽宁电视台 - 黑龙江电视台 - 陕西卫视 - 山西电视台 - 重庆卫视 - 贵州卫视 - 青岛电视台 - 江苏电视台衛星頻道 - 旅游卫视 - 吉林电视台 - 西藏卫视 - 苏州电视台 - 新疆卫视 - 青海卫视 - 内蒙古电视台 - 南京电视台 - 成都电视台 - 河北电视台 - 宁夏电视台 - 甘肃电视台 - 武汉电视台 - 佛山电视台 - 珠海电视台 - 惠州电视台 - 中国教育电视台 - 桂林电视台 - 昆明电视台 - 郑州电视台 - 太原电视台 - 厦门卫视 - 长春电视台 - 大连电视台 - 杭州电视台 - 石家庄电视台 - 济南电视台 - 贵阳电视台 - 上海东方电视台 - 广州市番禺区广播电视台 - 中国中央电视台综合频道 - 中国中央电视台国际频道 - 中国中央电视台新闻频道 - 中国中央电视台综艺频道 - 台湾三立电视 - 台湾八大电视 - 台湾台视 - 台湾华视 - 台湾中视 - 凤凰卫视 - 天映頻道 - 星空衛視 - 深圳衛視頻道 - 東森新聞台 - 中視新聞台 - 中天新聞台 - 英皇娛樂台 - 東風台灣頻道 - MTV全球音樂電視台 - 加拿大新時代電視 - 歐洲無綫衛星台 - TVB(USA)Inc. - 美国ABC电视台 - 日本NHK电视台 - 美国CNN有线电视台 - 英国BBC电视台 視像媒體 - 雅虎香港 - RoadShow |

### 捐款方式
- 大會設立捐款電話熱線 1833288 (100條線)，供香港市民捐款。
- 另亦可發短訊至香港號碼 508508，每個短訊收取港幣25元之款項。
- 大匯演入場費，最少為港幣20元。
- 透過網上或銀行戶口捐款。

## 外部連結
- 512關愛行動官方網站